# Szczołkowskaja
Szczołkowskaja (ros. Щёлковская) – stacja moskiewskiego metra linii Arbacko-Pokrowskiej (kod 053). Stanowi wschodni koniec linii zastępując w tej roli stację Pierwomajskaja. Jest jedną z najbardziej zatłoczonych stacji w całym systemie metra. Wyjścia prowadzą na Szosę Szczołkowskoje oraz ulice 9. Parkowaja i Uralskaja.

## Konstrukcja i wystrój
Za stacją znajdują się najdłuższe ślepe tunele w metrze, mające długość około 500 metrów, służące m.in. do postoju składów. W przyszłości planuje się ich wydłużenie i połączenie linii ze stacją Czerkizowskaja na linii Sokolniczeskiej. Jednopoziomowa, płytka stacja kolumnowa. Posiada 2 rzędy 40 kwadratowych kolumn obłożonych ciemnozielonym marmurem (przed remontem w 2002 roku pokrywały je płytki ceramiczne). Ściany nad torami pokryto żółtym metalem. Podłogi wyłożono szarym granitem.